# Stadium BMX de La Chapelle Saint-Mesmin
Le Stadium BMX de La Chapelle Saint-Mesmin est un équipement sportif municipal réservé à la pratique du BMX Race, qui se situe à La Chapelle-Saint-Mesmin, en région Centre-Val de Loire, dans le département du Loiret, en France. Son circuit dispose de deux pistes de 420 mètres parmi les plus longues de France et de deux buttes de départ s’élevant chacune respectivement à une hauteur de 5 et de 8 mètres, respectant les normes des compétitions internationales.

## Historique

### Construction
Le précédent circuit de BMX construit en 1988 en bord de Loire au lieu-dit de Vaussoudun, intégré à l'époque dans le domaine public fluvial géré par l'État, et situé jusqu'à sa démolition dans la Réserve naturelle nationale de Saint-Mesmin, ne répondant plus aux normes internationales, représentait une fragilité. Toute modification des installations était rendue impossible. Son transfert était donc envisagé depuis de nombreuses années afin de pouvoir résoudre cette situation
.
Après avoir prospecté plusieurs emplacements possibles, la zone dédiée à ce projet, proposée par la municipalité, est validée le 29 avril 2021 par le conseil d'Orléans Métropole dans le cadre de l'élaboration du Plan local d'urbanisme métropolitain (PLUM).
Le projet municipal prend d'abord forme dans l'optique d'une première candidature aux Jeux olympiques d'été de 2024 afin de pouvoir constituer une base arrière pour l'entrainement des équipes internationales.
Les premiers travaux débutent à partir de 2023 à l'extrême ouest de la commune au lieu-dit Les Pierrelayes. Le coût total du projet, qui s'élève à un peu plus de 3 millions d'Euros H.T., est co-financé par la ville de La Chapelle-Saint-Mesmin, Orléans Métropole, la région Centre-Val de Loire, le Conseil départemental du Loiret et l'Etat. Cependant, en raison des retards subis dans le déroulement des travaux, le circuit n'ouvre en définitive ses portes qu'en septembre 2024, période à laquelle sont réalisés les premiers essais de compétitions.
Le circuit est inauguré officiellement le 19 octobre 2024 à l'occasion de la Coupe de France de BMX.

### Description
Le circuit est composé d'une double piste d’une longueur de 420 mètres, la plus longue piste de BMX de France et est muni de deux buttes de départ contiguës (5 et 8 mètres de hauteur). Un pumptrack est disponible en libre accès à l'extérieur du circuit.

### Gestion et accueil des compétitions

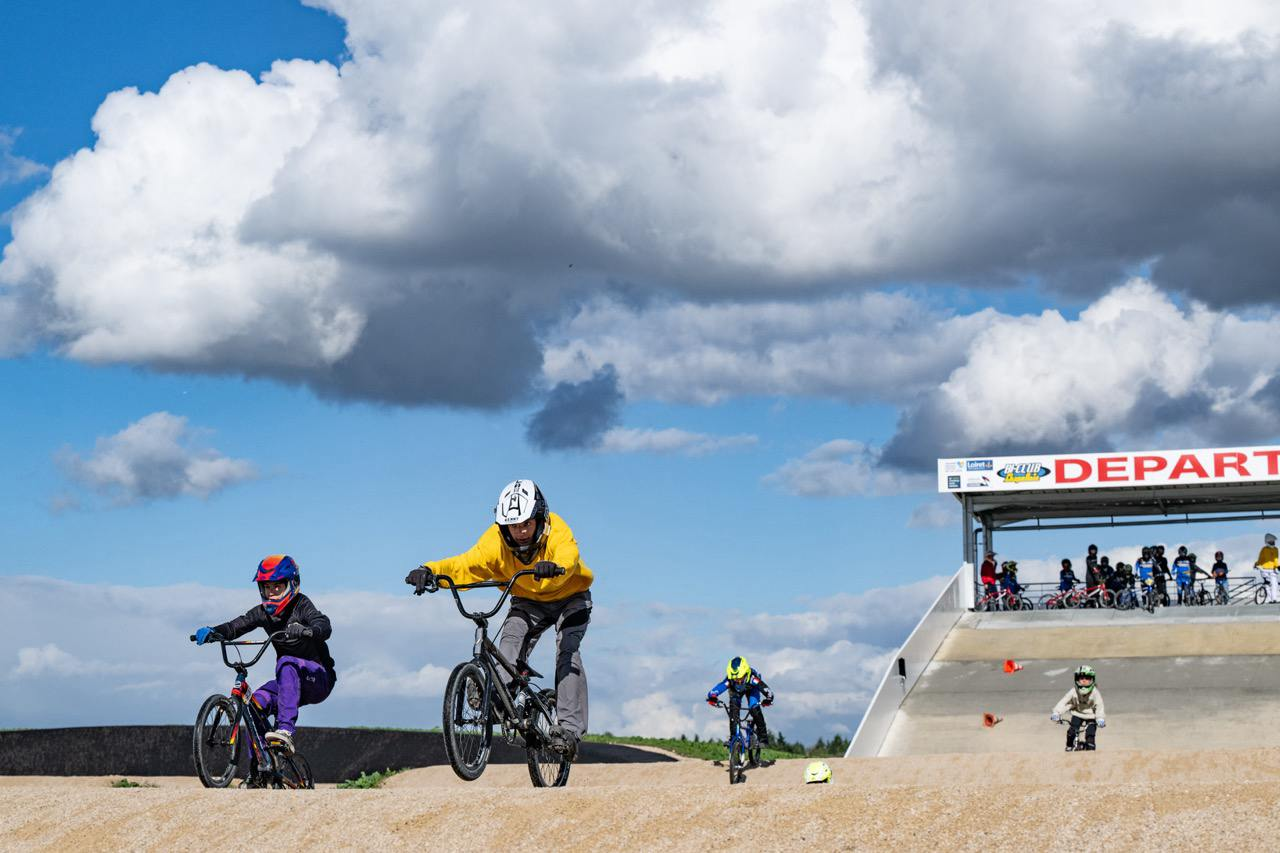
Entrainement sur le nouveau stadium BMX de La Chapelle Saint-Mesmin

L'association le Bi Club Chapellois, utilisatrice et gestionnaire du circuit, est le premier club de BMX de France en nombre de licenciés. En 1993, le club organise les championnats d'Europe de Bicross. Avec 310 licenciés, celui-ci s’est vu remettre en 2017 par le président de la Fédération française de cyclisme, le trophée de plus grand club de cyclisme français, sur 2 508 clubs, toutes disciplines confondues. En 2024, le club compte près de 350 licenciés.
Le circuit accueille sa première compétition nationale avec les 9ème et 10ème manches de la Coupe de France de BMX les 19 octobre et  20 octobre 2024 avec la participation du champion et du vice-champion médaillés aux Jeux olympiques d'été de 2024, Joris Daudet et Sylvain André.